# Vithkuqi ábécé
A vithkuqi ábécé, más néven Büthakukye vagy Beitha Kukju (Johann Georg von Hahn német albanológus elnevezése után) az albán nyelv írására 1825 és 1845 között Naum Veqilharxhi albán tudós által kidolgozott betűírás.

## Története
Bár néha tévesen azt állítják, hogy az ábécét a feltalálójáról nevezték el (mint Carl Faulmann Das Buch der Schrift című művében), valójában az írás neve a Korça megyében található Vithkuq falu nevéből származik, ahol Veqilharxhi született.
Az ábécé a feltaláló korai halála, valamint az új betűformák és betűkészlet kivágásának költségei miatt soha nem terjedt el, ennek ellenére a 19. század végén számos, az ábécét használó dokumentumot adtak ki. Az ábécét végül a görög, az arab és a latin betűs írásmódok – amelyek kiszorítására tervezték – elnyomták, és 1909-ben a latin ábécé lett a hivatalos írásmód Albániában. Az albán nyelv más egyedi ábécéi az elbasani ábécé és a 18. századi Todhri ábécé voltak, azonban ezek sem váltak szélesebb körben elterjedtté.

## Leírása

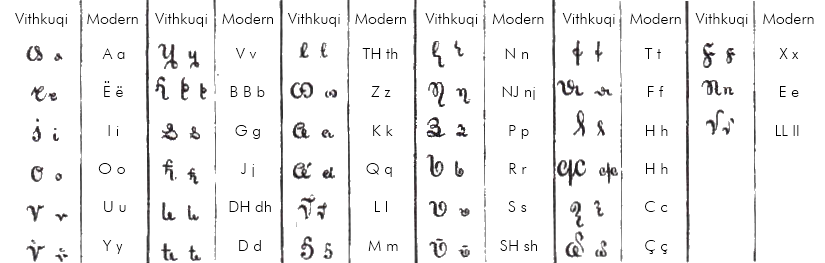
A vithkuqi ábécé jeleinek latin betűs átírása

A vithkuqi ábécét kifejezetten úgy tervezték, hogy egyedi legyen, elkerülve a görög, latin vagy arab írások betűivel való hasonlóságot. Szinte tökéletes volt a betűk és fonémák közötti megfelelés, de hiányoztak a „gj”, „rr”, „xh” és „zh” hangkapcsolatok leírására szolgáló betűk. Ezenkívül a „b” és „h” hangokat kettő betűvel is le lehetett írni. (A kevésbé használt betűpárok a lenti táblázatban „bb” és „hh”-ként vannak átírva.)
| Nagybetű | Nagybetű | Kisbetű | Kisbetű | A modern albán ábécében | IPA  | magyar                          |
| kép      | leírva   | kép     | leírva  | A modern albán ábécében | IPA  | magyar                          |
| -------- | -------- | ------- | ------- | ----------------------- | ---- | ------------------------------- |
|          | 𐕰        |         | 𐖗       | a                       | /a/  | rövid á                         |
|          | 𐕱        |         | 𐖘       | bb                      | /b/  | kevésbé használt betűpár        |
|          | 𐕲        |         | 𐖙       | b                       | /b/  | b                               |
|          | 𐕳        |         | 𐖚       | c                       | /t͡s/ | c                               |
|          | 𐕴        |         | 𐖛       | ç                       | /t͡ʃ/ | magyar cs                       |
|          | 𐕵        |         | 𐖜       | d                       | /d/  | d                               |
|          | 𐕶        |         | 𐖝       | dh                      | /ð/  | mint az angol th a then szóban  |
|          | 𐕷        |         | 𐖞       | e                       | /ɛ/  | magyar e                        |
|          | 𐕸        |         | 𐖟       | ë                       | /ə/  | rövid, semleges ö-szerű hang    |
|          | 𐕹        |         | 𐖠       | f                       | /f/  | f                               |
|          | 𐕺        |         | 𐖡       | g                       | /ɡ/  | g                               |
|          | 𐕼        |         | 𐖣       | h                       | /h/  | h                               |
|          | 𐕽        |         | 𐖤       | hh                      | /h/  | kevésbé használt betűpár        |
|          | 𐕾        |         | 𐖥       | i                       | /i/  | i                               |
|          | 𐕿        |         | 𐖦       | ie                      | /iɛ̯/ | kettőshangzó                    |
|          | 𐖀        |         | 𐖧       | j                       | /j/  | j                               |
|          | 𐖁        |         | 𐖨       | k                       | /k/  | k                               |
|          | 𐖂        |         | 𐖩       | l                       | /l/  | i                               |
|          | 𐖃        |         | 𐖪       | ll                      | /ɫ/  | mint a magyar Í                 |
|          | 𐖄        |         | 𐖫       | m                       | /m/  | m                               |
|          | 𐖅        |         | 𐖬       | n                       | /n/  | n                               |
|          | 𐖆        |         | 𐖭       | nj                      | /ɲ/  | magyar ny                       |
|          | 𐖇        |         | 𐖮       | o                       | /ɔ/  | o                               |
|          | 𐖈        |         | 𐖯       | p                       | /p/  | p                               |
|          | 𐖉        |         | 𐖰       | q                       | /c͡ç/ | magyar ty                       |
|          | 𐖊        |         | 𐖱       | r                       | /ɹ/  | r                               |
|          | 𐖌        |         | 𐖳       | s                       | /s/  | magyar sz                       |
|          | 𐖍        |         | 𐖴       | sh                      | /ʃ/  | magyar s                        |
|          | 𐖎        |         | 𐖵       | t                       | /t/  | t                               |
|          | 𐖏        |         | 𐖶       | th                      | /θ/  | mint az angol th a think szóban |
|          | 𐖐        |         | 𐖷       | u                       | /u/  | u                               |
|          | 𐖑        |         | 𐖸       | v                       | /v/  | v                               |
|          | 𐖒        |         | 𐖹       | x                       | /d͡z/ | magyar dz                       |
|          | 𐖔        |         | 𐖻       | y                       | /y/  | ü                               |
|          | 𐖕        |         | 𐖼       | z                       | /z/  | z                               |

A Büthakukye alapján:

## Betűtípus
Veqilharxhi könyveit Bukarestben adta ki egyedi litográfiával Venrich George, amint azt nemrégiben felfedezték. 1847-ben az ábécét Bécsben Alois Auer osztrák filológus és betűmetsző által tipográfiai használatra is elkészítették. Először a Bécsi Császári Nyomda (k.k. Hof- und Staatsdruckerei) használta Auer irányításával a Das Vaterunser in 206 Sprachen című betűmintához. Ugyanezt a betűtípust néhány évvel később Carl Faulmann is használta egy másik könyvben. Ez volt az első olyan betűtípus, amelyet az albán ábécé egyedi leírásához metszettek.

## Unicode
A vithkuqi 2021 szeptemberében a 14.0-ás verzió kiadásával bekerült a Unicode szabványba.
A vithkuqi Unicode blokkja U+10570–U+105BF.

## Fordítás
Ez a szócikk részben vagy egészben  a   Vithkuqi alphabet című angol Wikipédia-szócikk ezen változatának fordításán alapul.  Az eredeti cikk szerkesztőit annak laptörténete sorolja fel. Ez a jelzés csupán a megfogalmazás eredetét és a szerzői jogokat jelzi, nem szolgál a cikkben szereplő információk forrásmegjelöléseként.